# 위도우즈 워
《위도우즈 워》(영어: Widows' War)는 2024년 방영된 필리핀의 텔레비전 드라마이다.